# Liste von Sehenswürdigkeiten im Wartburgkreis
Diese Liste umfasst Sehenswürdigkeiten im Wartburgkreis in Thüringen. Sie erhebt keinen Anspruch auf Vollständigkeit.

## Burgen und Burgruinen
- Wartburg bei Eisenach
- Burg Normannstein bei Treffurt
- Burgruine Haineck bei Nazza
- Burg Creuzburg
- Ruine Brandenburg bei Lauchröden
- Scharfenburg bei Thal
- Reste der Burg Frankenstein bei Bad Salzungen mit Kunstruine
- Burg Wendelstein in Vacha
- Burg Liebenstein
- Burg Lengsfeld in Stadtlengsfeld

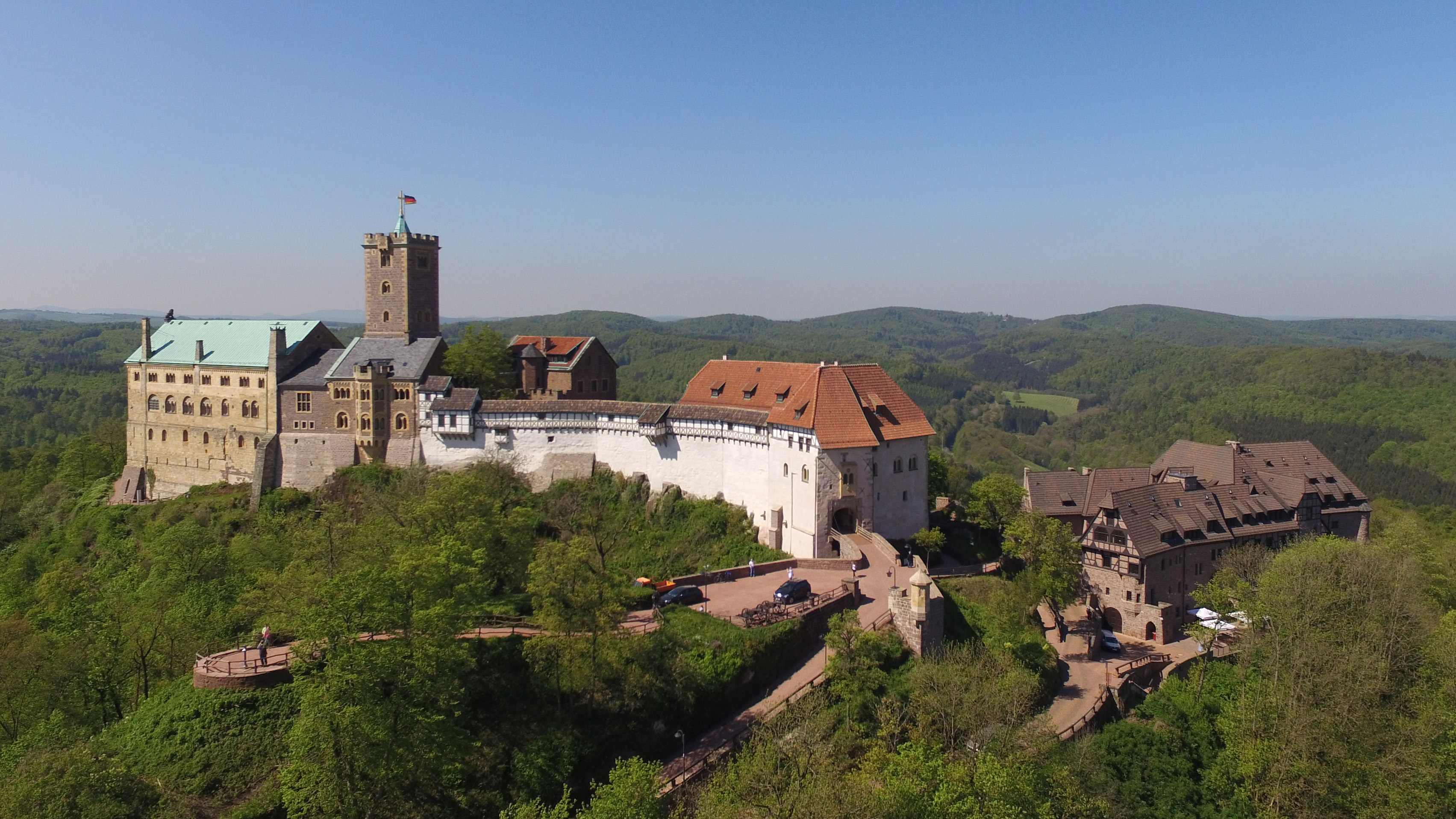
Wartburg
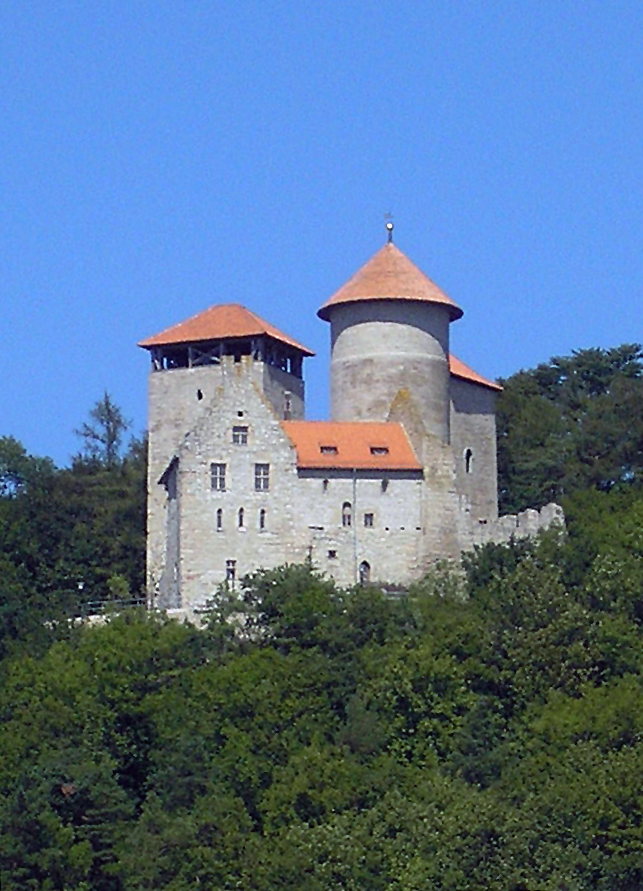
Burg Normannstein
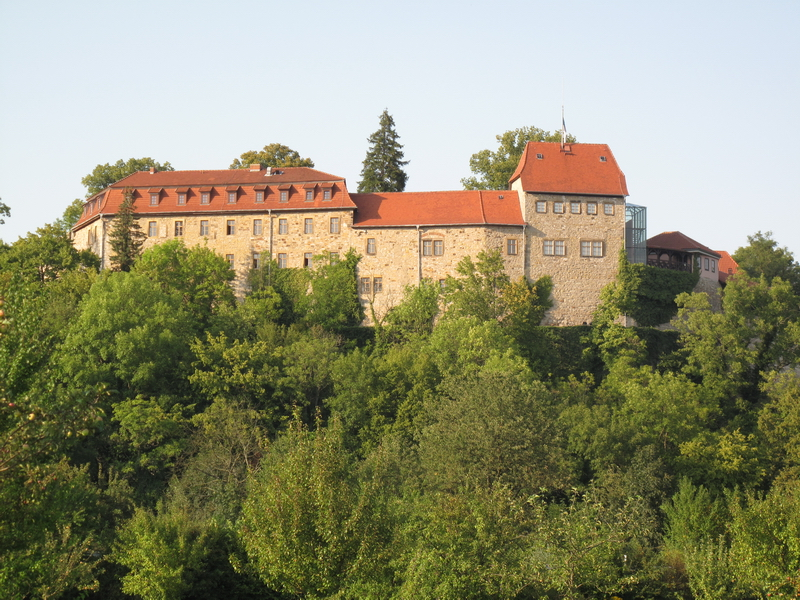
Burg Creuzburg
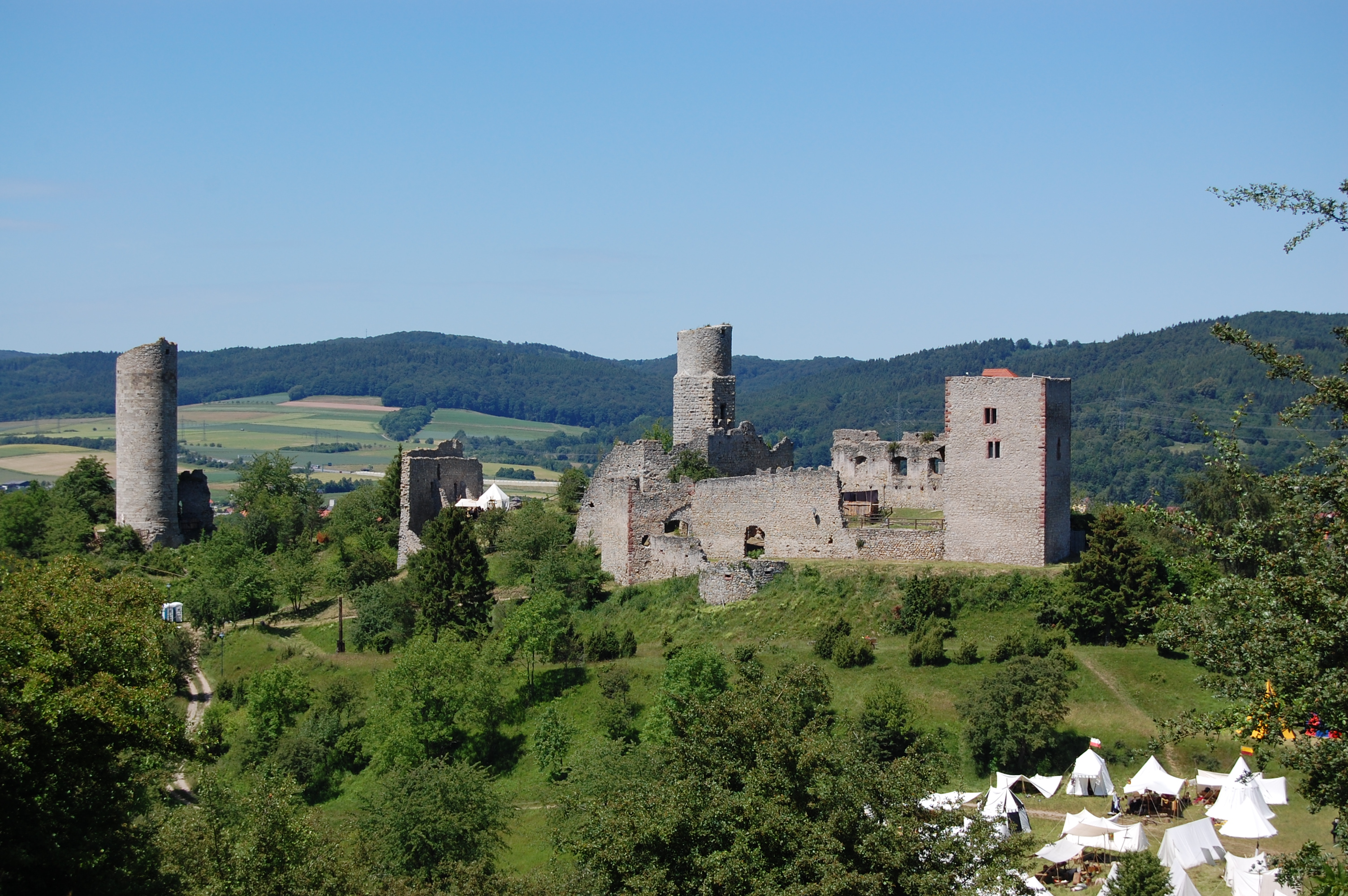
Ruine Brandenburg
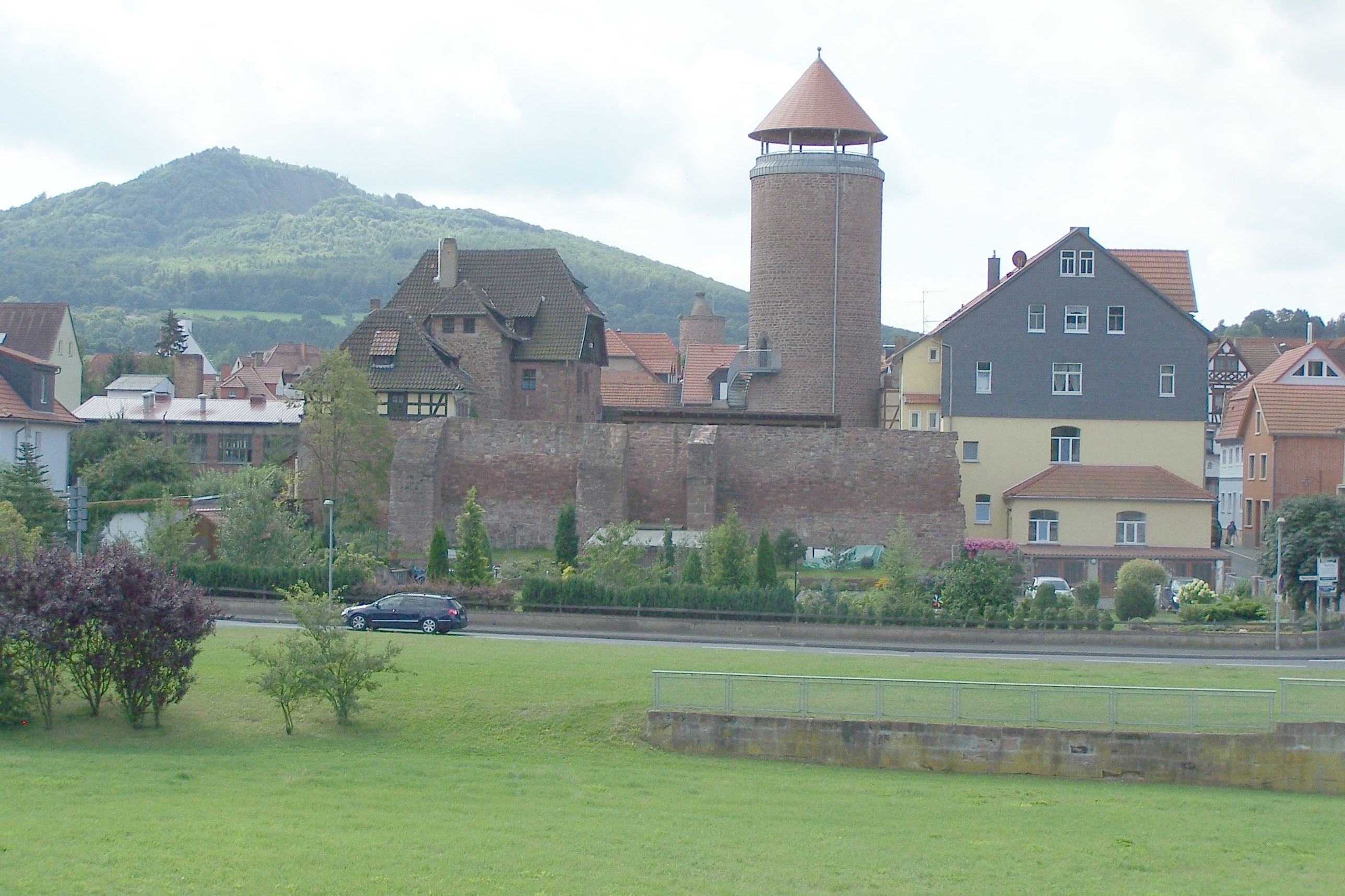
Burg Wendelstein
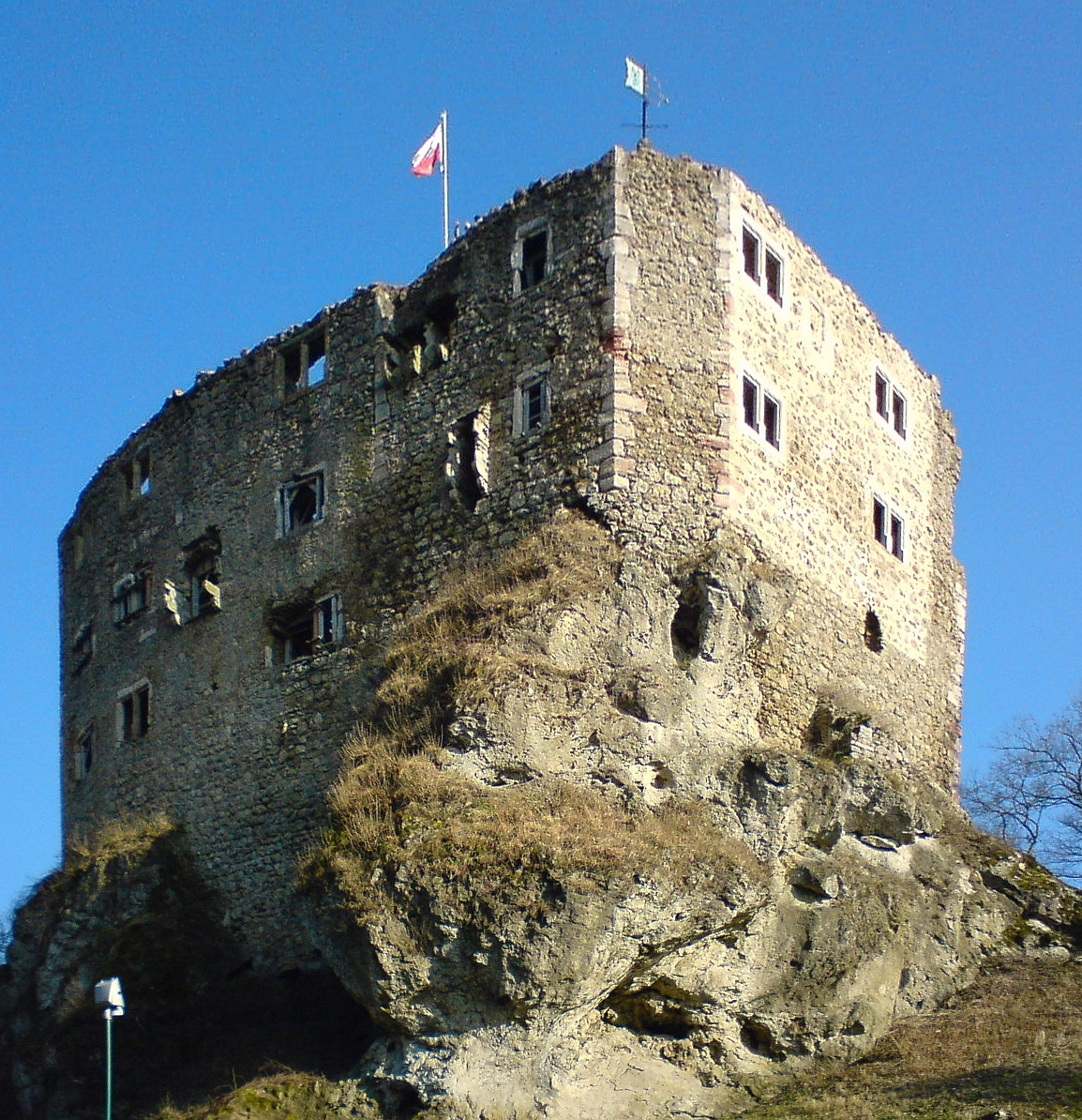
Burgruine Liebenstein

## Schlösser und Herrenhäuser
- Schloss Behringen
- Graues Schloss und Rotes Schloss in Mihla
- Schloss Gerstungen
- Schloss Marksuhl
- Schloss Wilhelmsthal mit Landschaftspark und Wilhelmsthaler See
- Steinsches Schloss und Schloss Wilhelmsburg in Barchfeld
- Schloss Altenstein mit Landschaftspark und Altensteiner Höhle
- Schloss Feldeck in Dietlas
- Dermbacher Schloss
- Schloss Geisa und Amtsgericht Geisa
- Propstei Zella (Rhön)

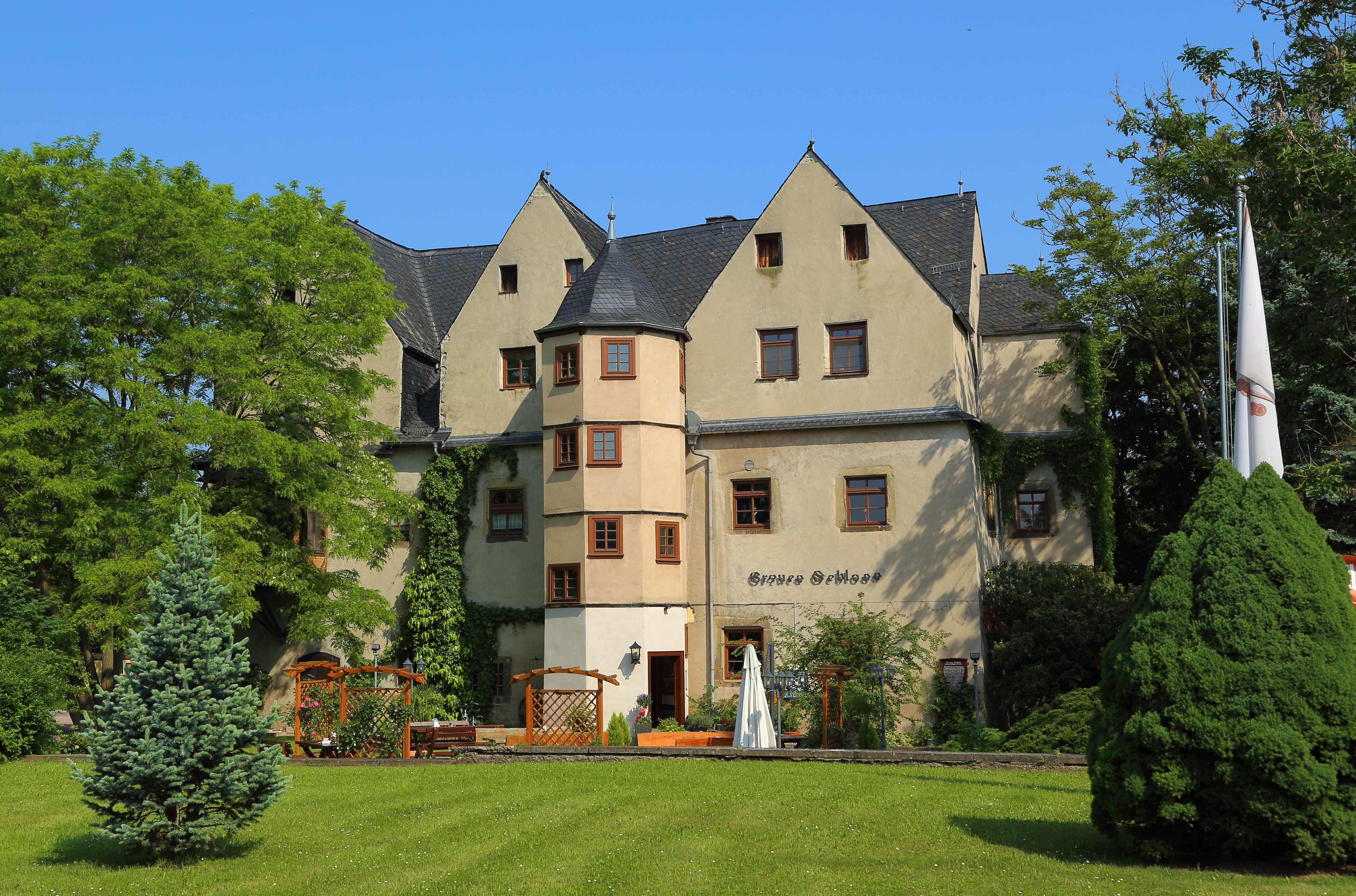
Graues Schloss Mihla
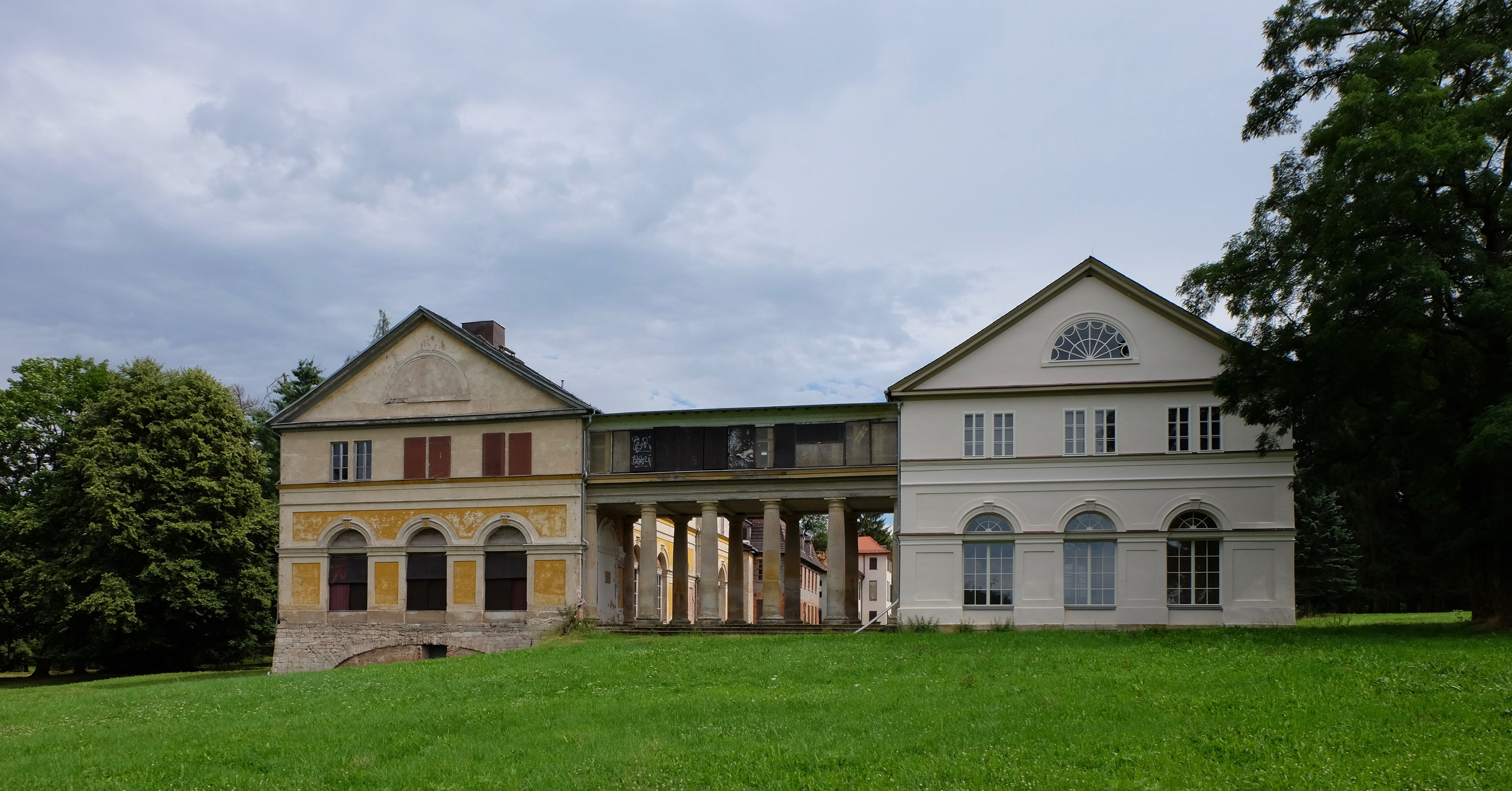
Schloss Wilhelmsthal
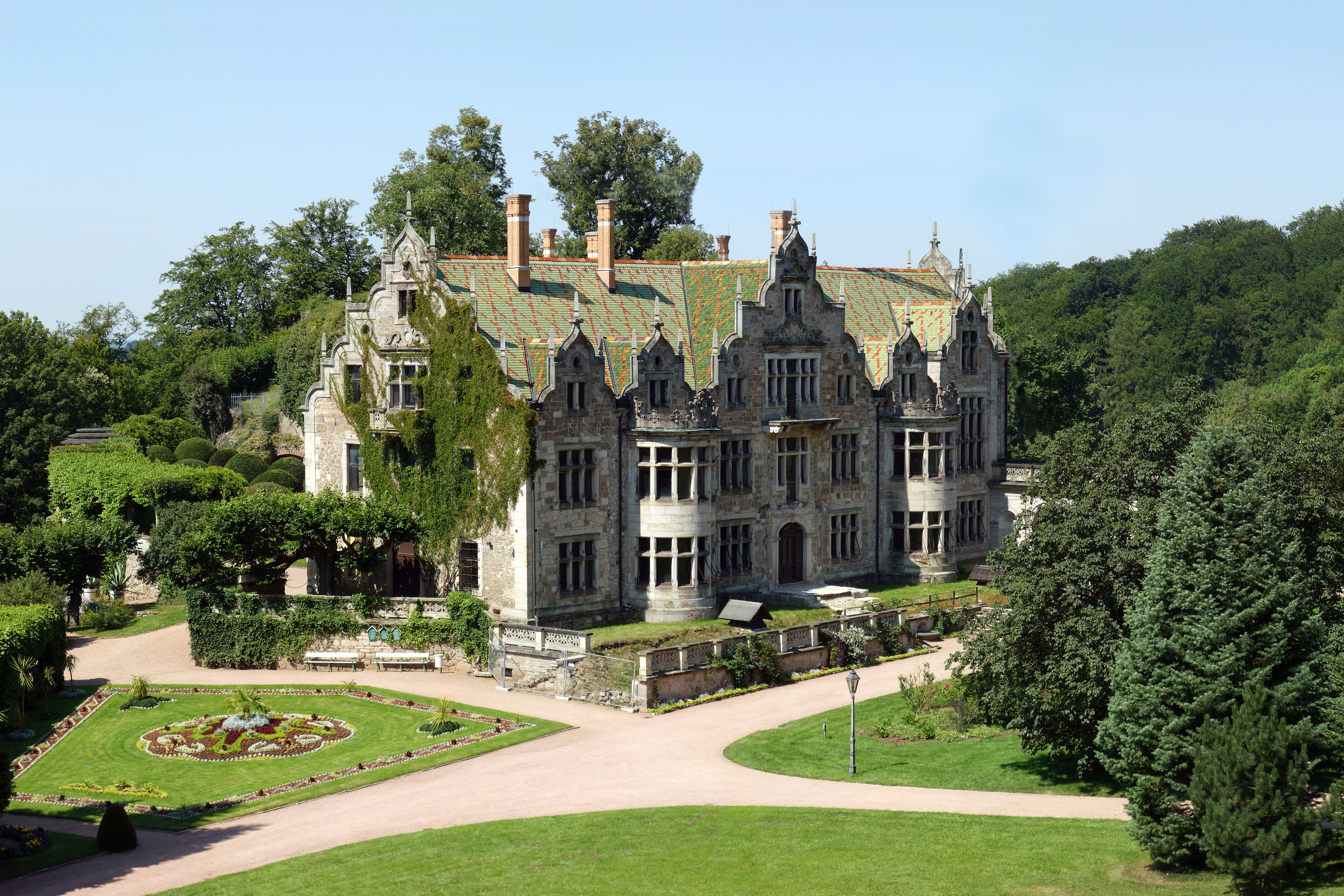
Schloss Altenstein
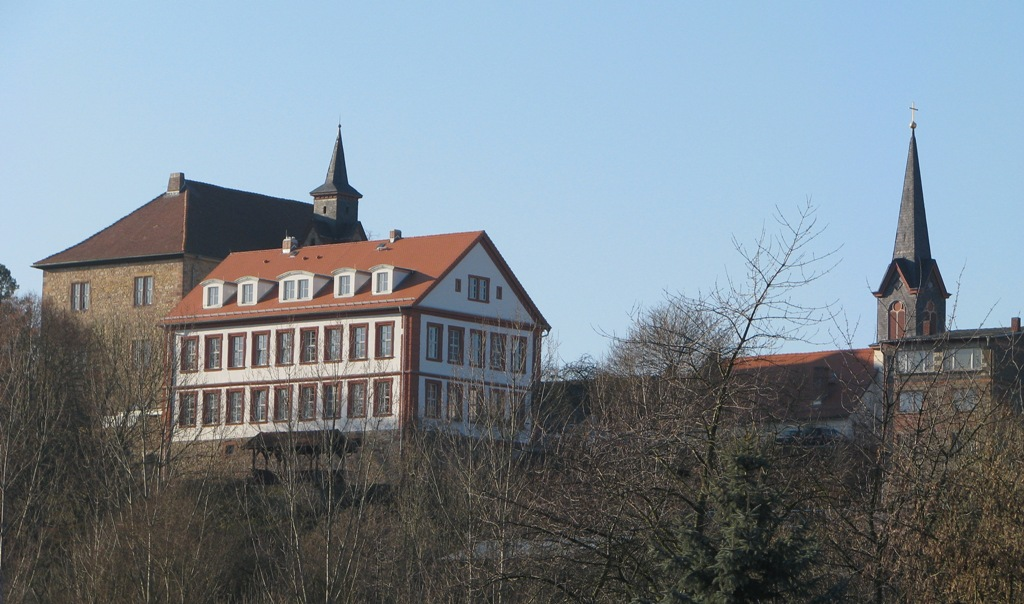
Schlossberg Geisa
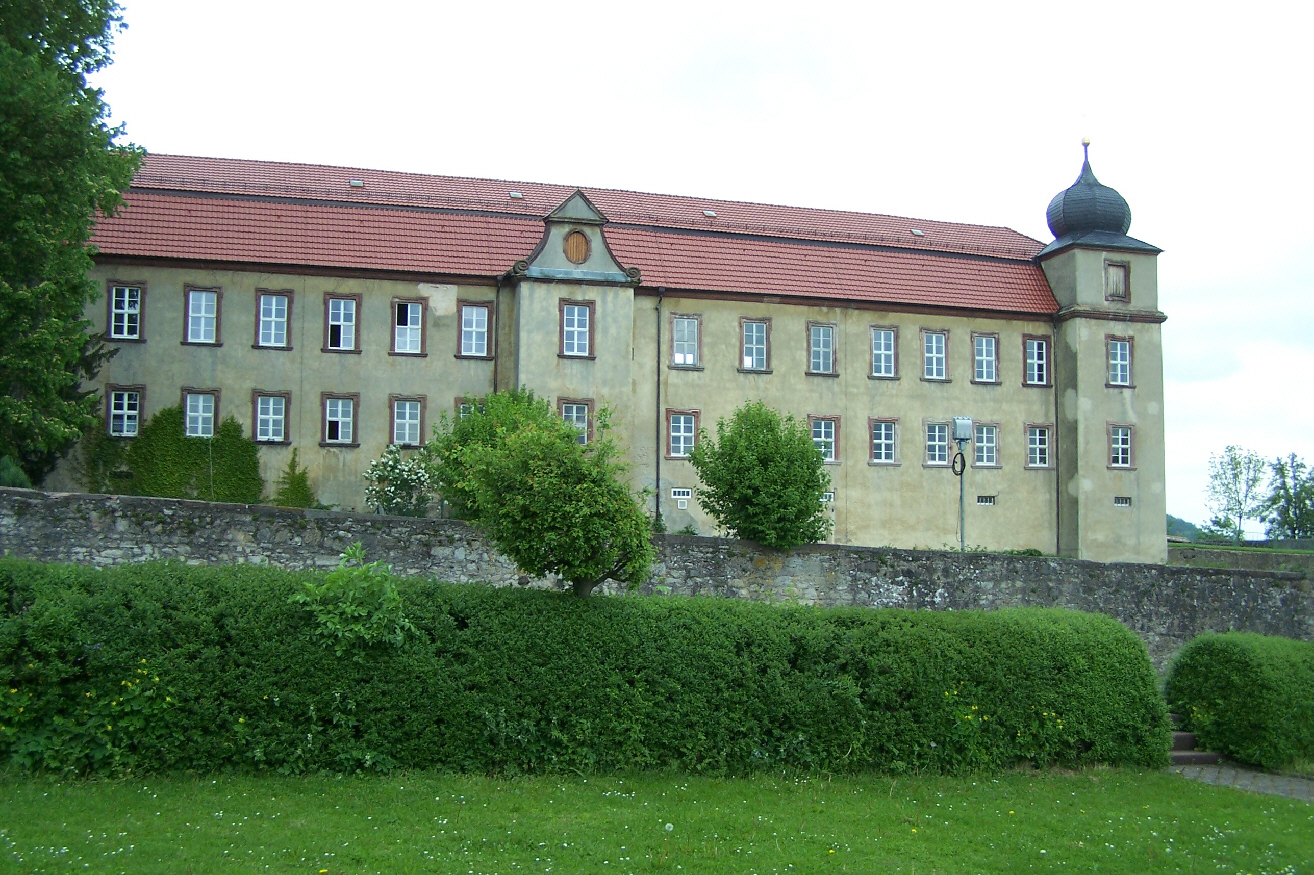
Probstei Zella/Rhön

## Sakralbauten (Auswahl)
- Stadtkirche St. Bonifatius (Treffurt)
- Liboriuskapelle bei Creuzburg
- Winkelkirche St. Concordia-Kirche in Ruhla
- Rundkirche Untersuhl in Gerstungen-Untersuhl
- Lutherkirche in Möhra mit Lutherdenkmal
- Barockkirche Steinbach mit Bergfriedhof
- kath. Kirche St. Peter und Paul in Dermbach
- kath. Barockkirche Mariä Himmelfahrt in Zella/Rhön

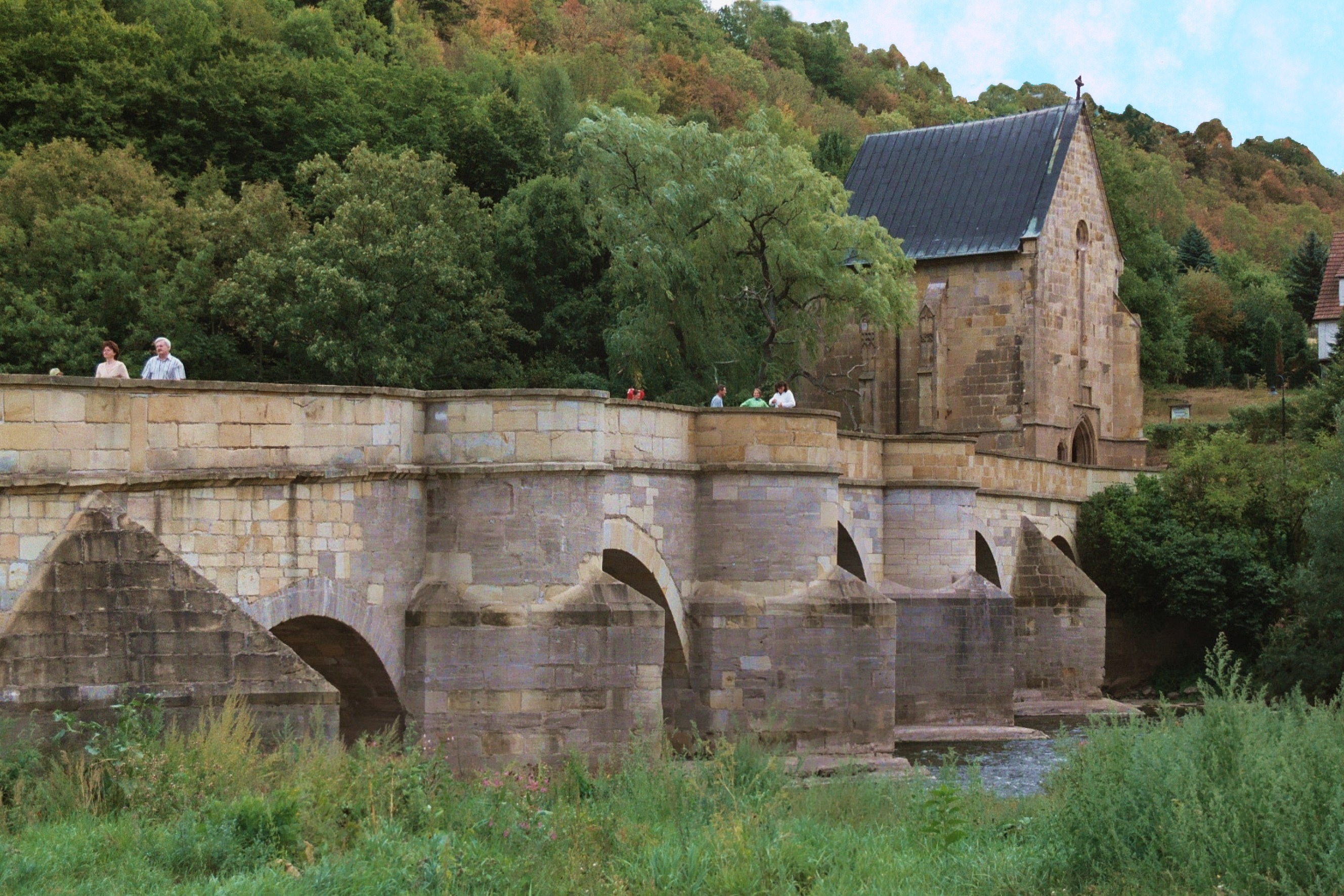
Werrabrücke und Liboriuskapelle Creuzburg
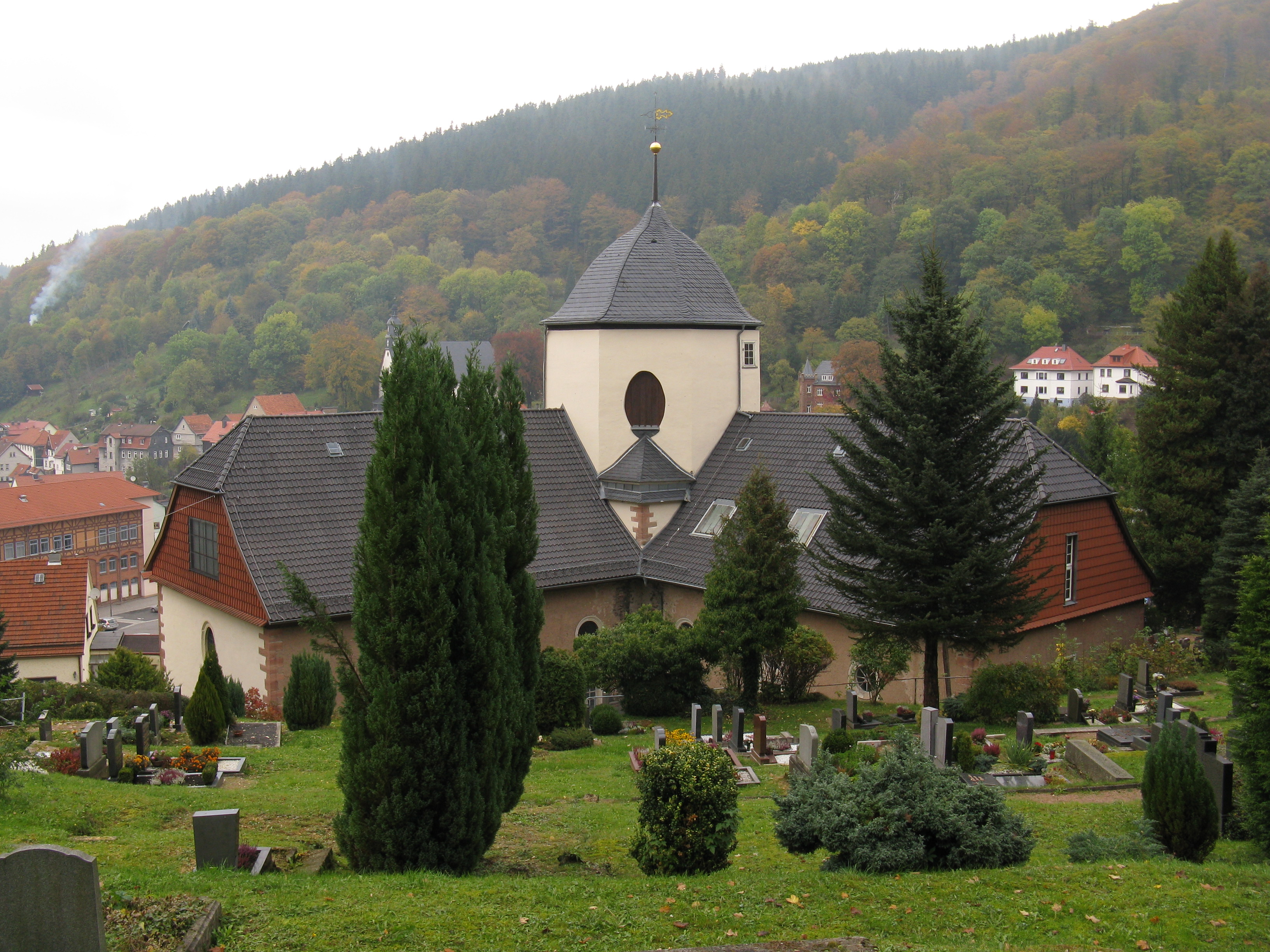
Winkelkirche  St. Concordia Ruhla
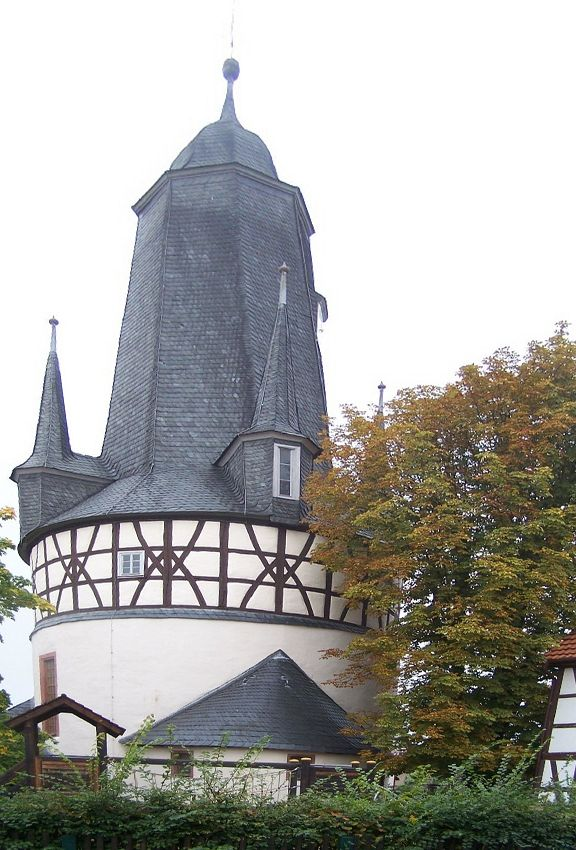
Rundkirche Gerstungen-Untersuhl
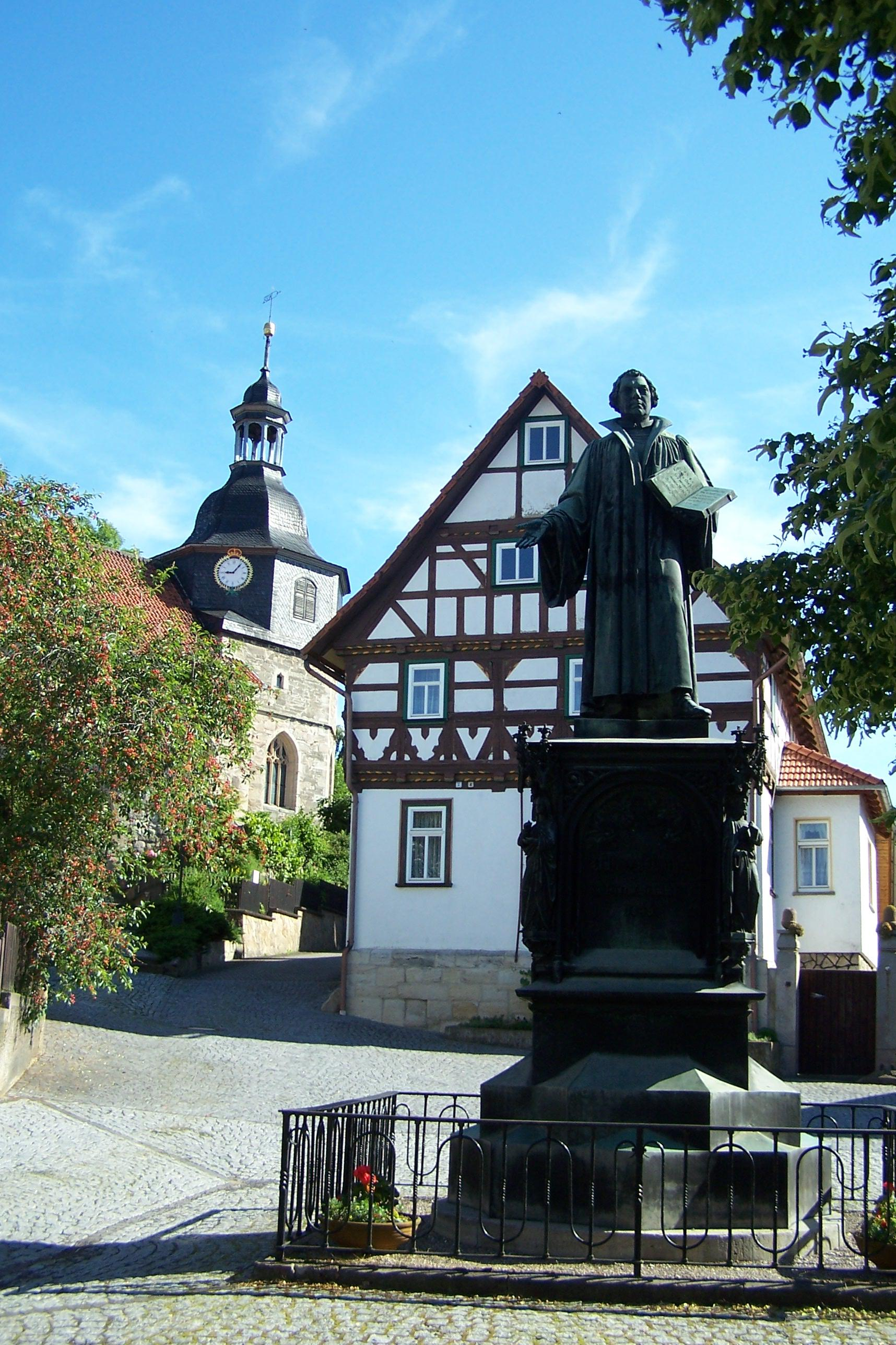
Lutherkirche, -haus und -denkmal Möhra
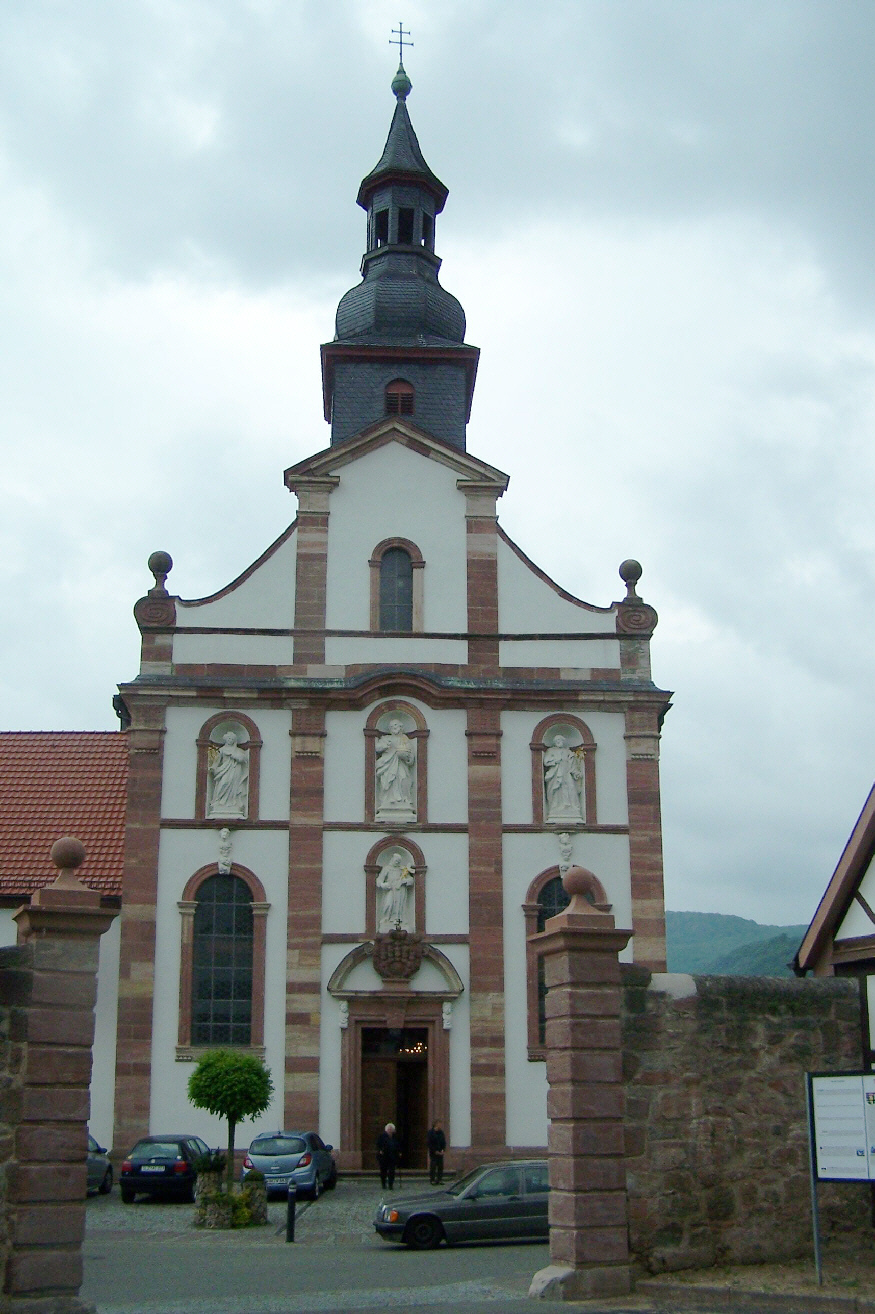
St. Peter und Paul Dermbach

## Sonstige Sehenswürdigkeiten
- historische Altstadt von Treffurt mit bedeutender Fachwerkarchitektur
- Gradierwerk Bad Salzungen
- Kurpark und Tierpark Bad Liebenstein
- jüdischer Friedhof Stadtlengsfeld
- Begegnungsstätte Point Alpha bei Geisa

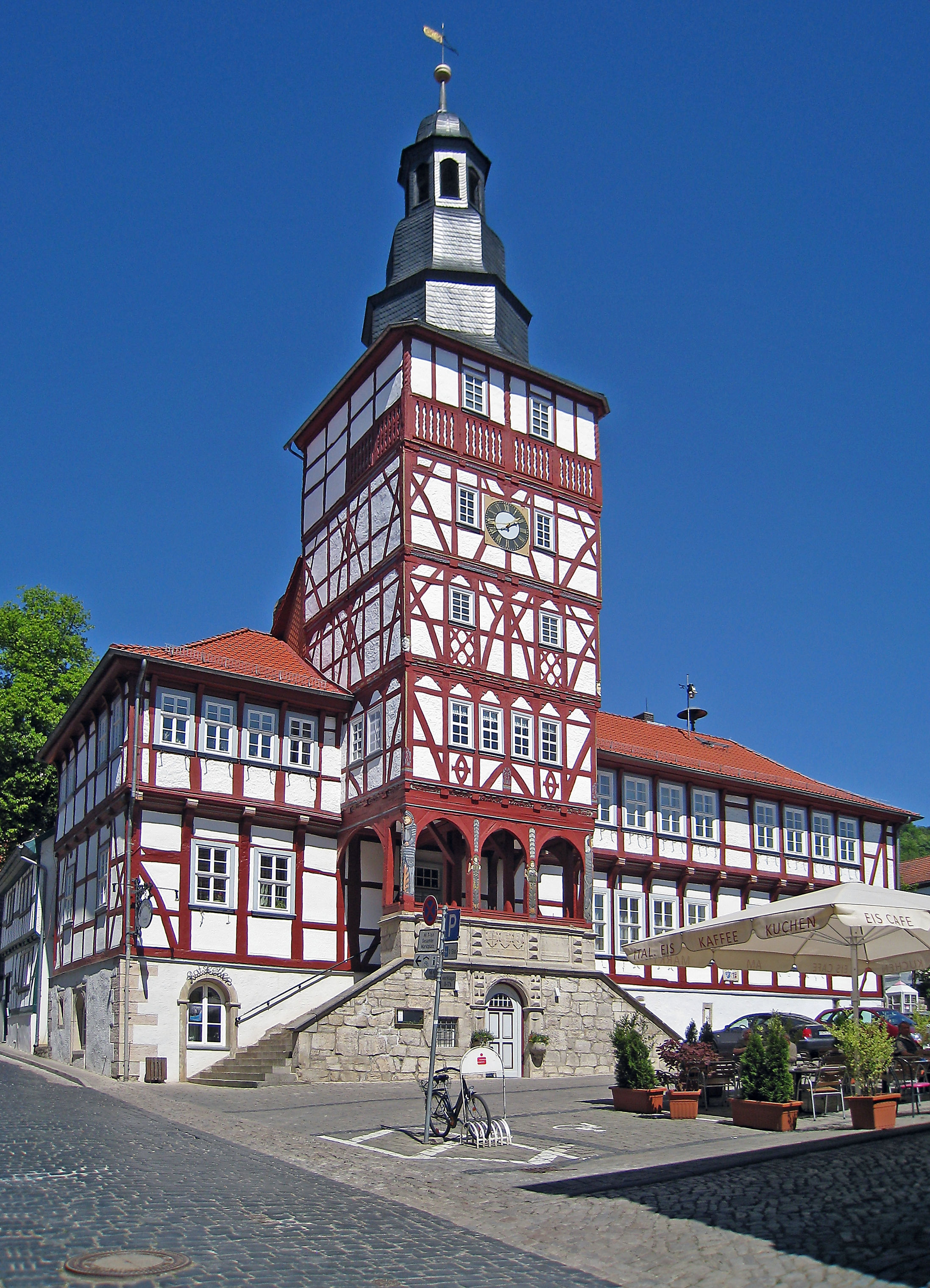
Rathaus Treffurt
Gradierwerk Bad Salzungen
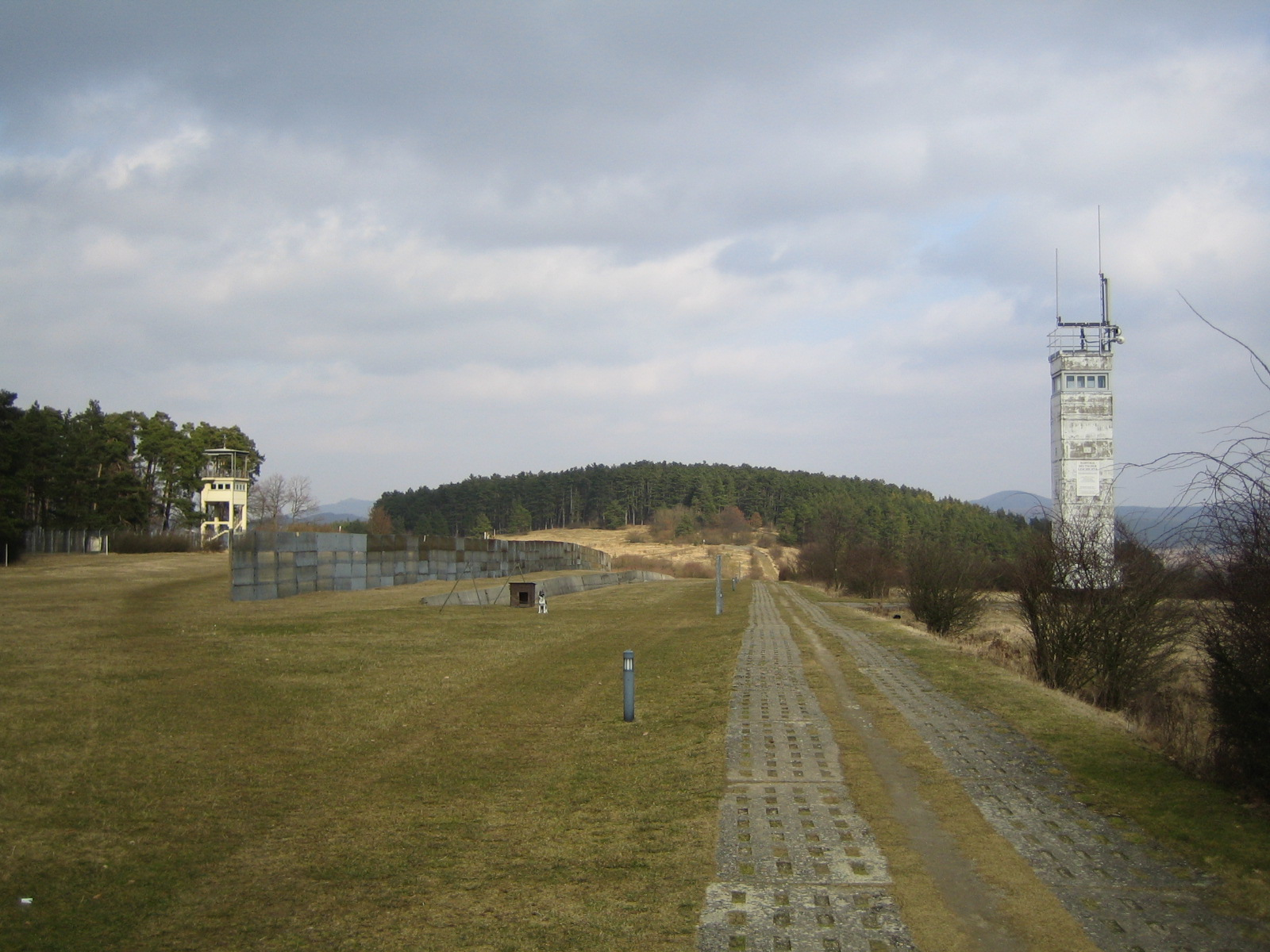
Point Alpha

## Technische Bauwerke
- Normannsteinquelle in Treffurt
- Bockwindmühle Tüngeda
- Werrabrücke Creuzburg
- Wasserkraftwerk Spichra
- Werrabrücke Vacha, bekannt als "Brücke der Einheit"

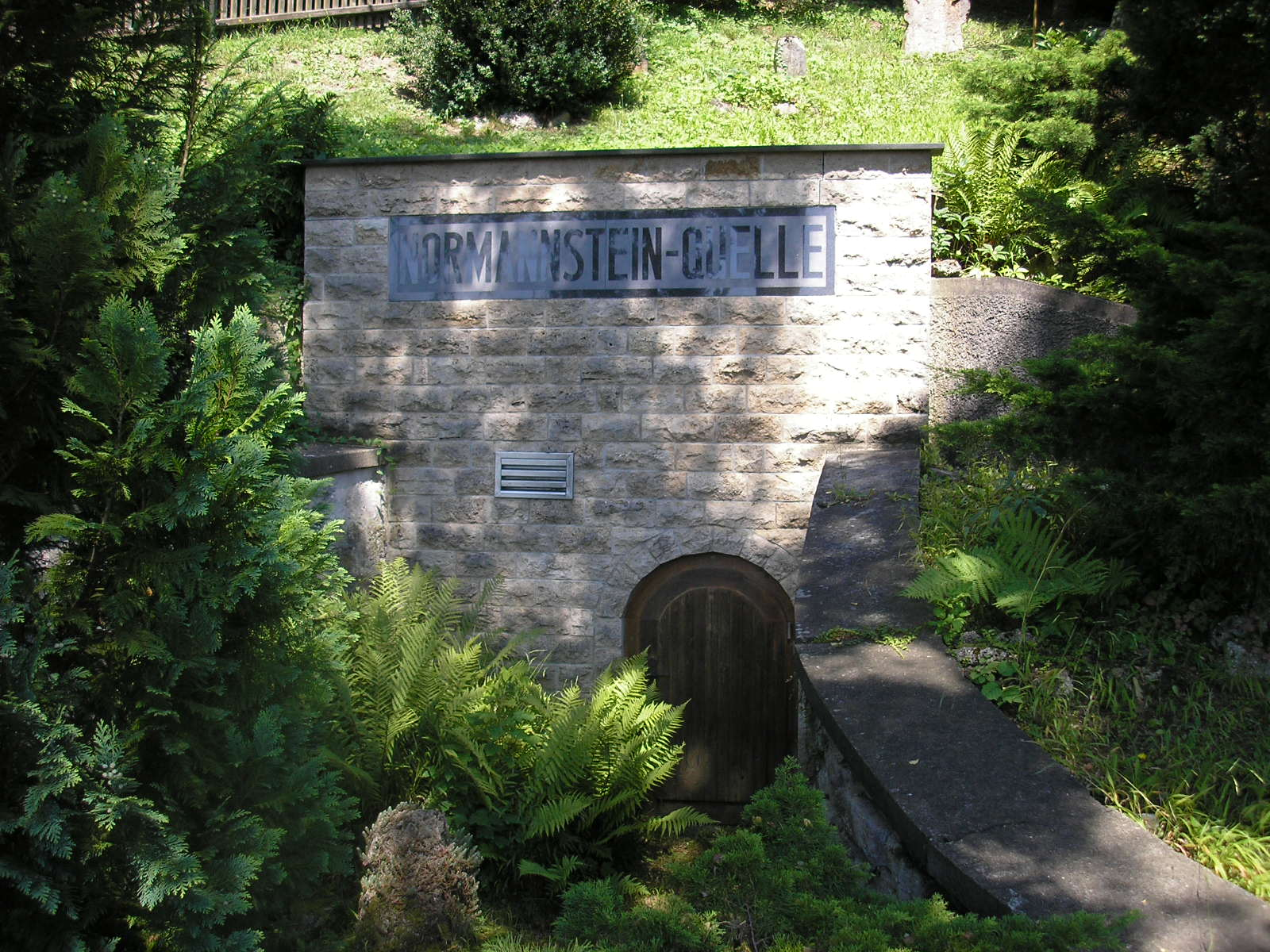
Normannsteinquelle
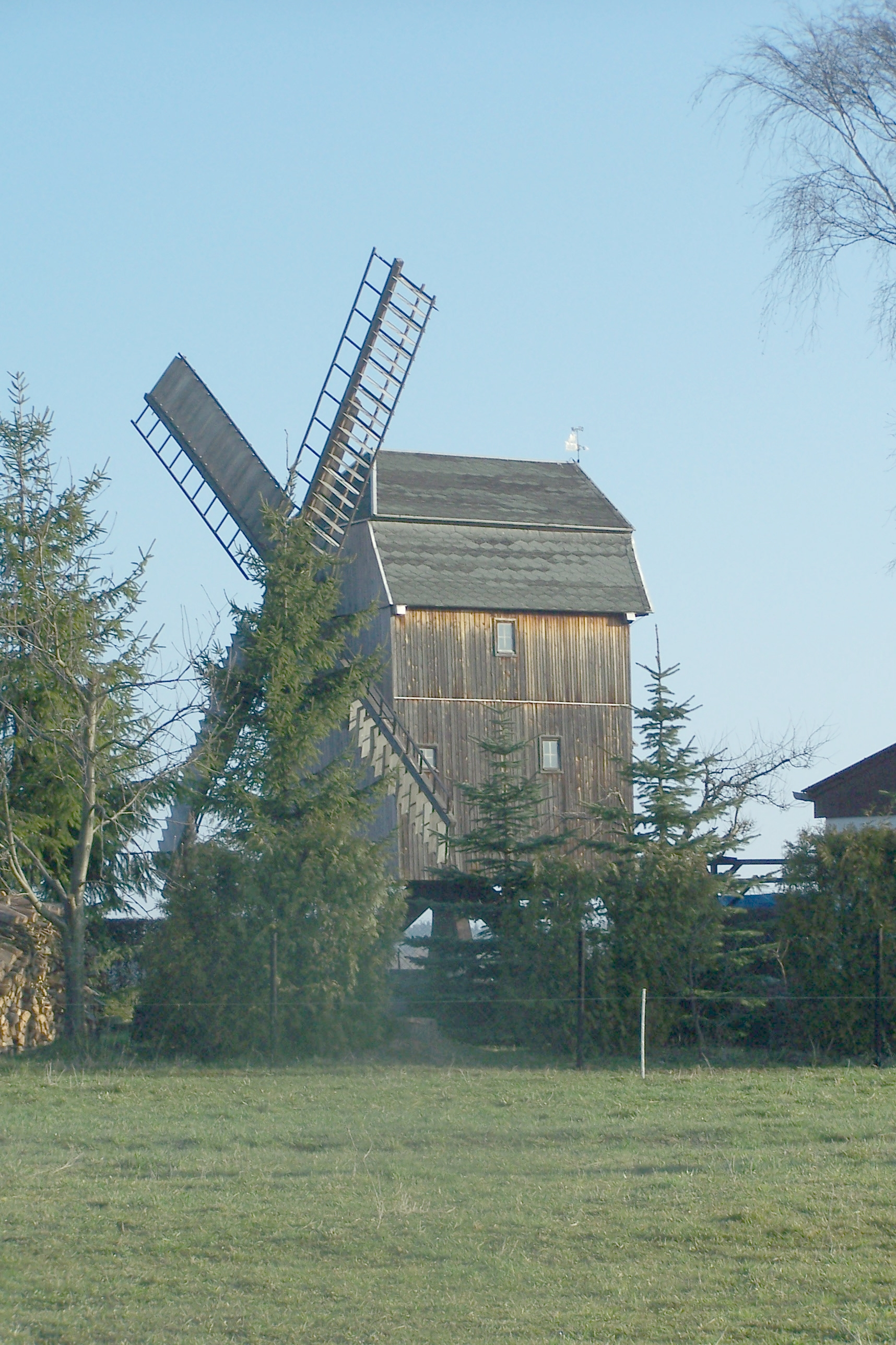
Bockwindmühle Tüngeda
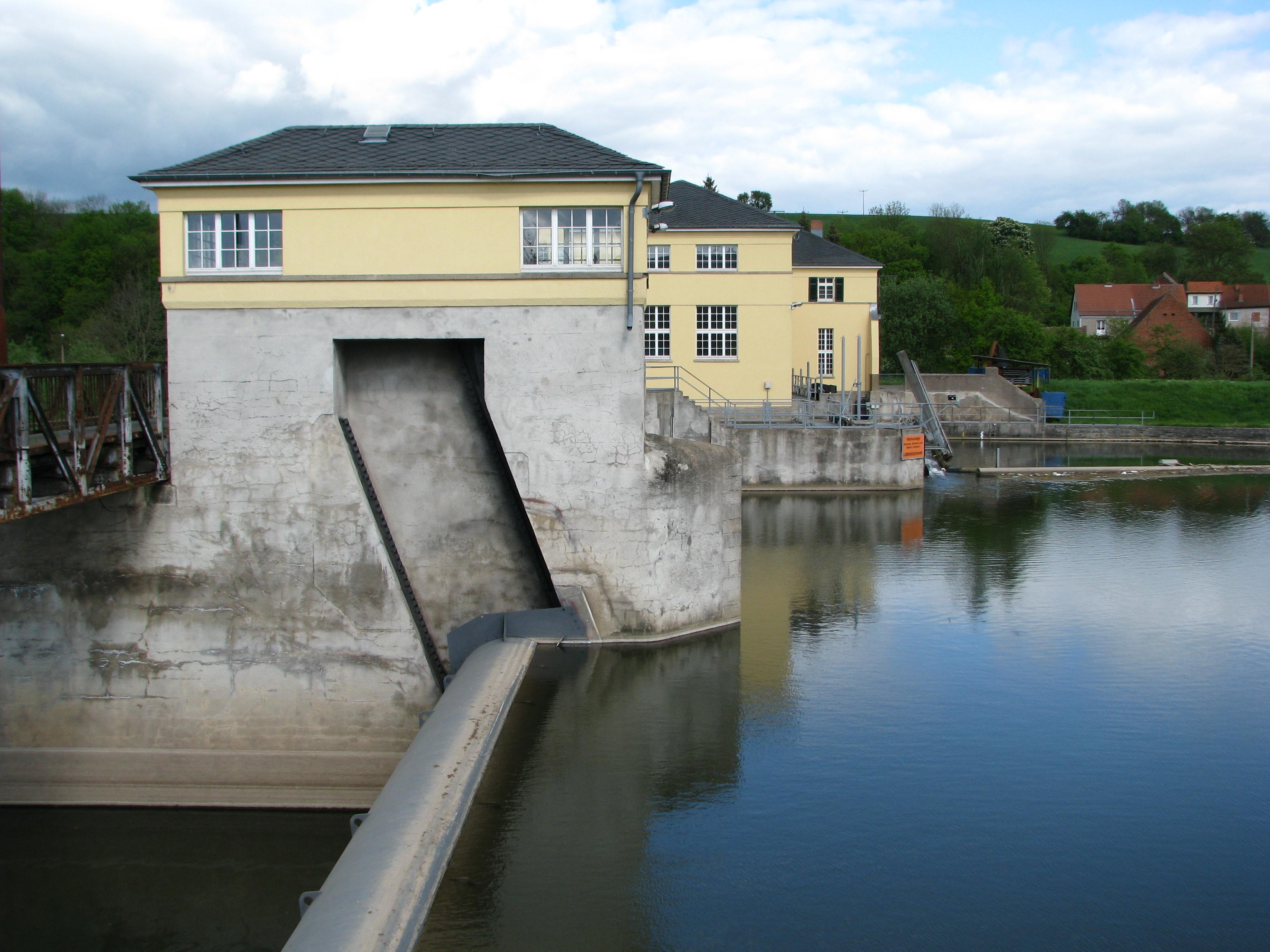
Wasserkraftwerk Spichra
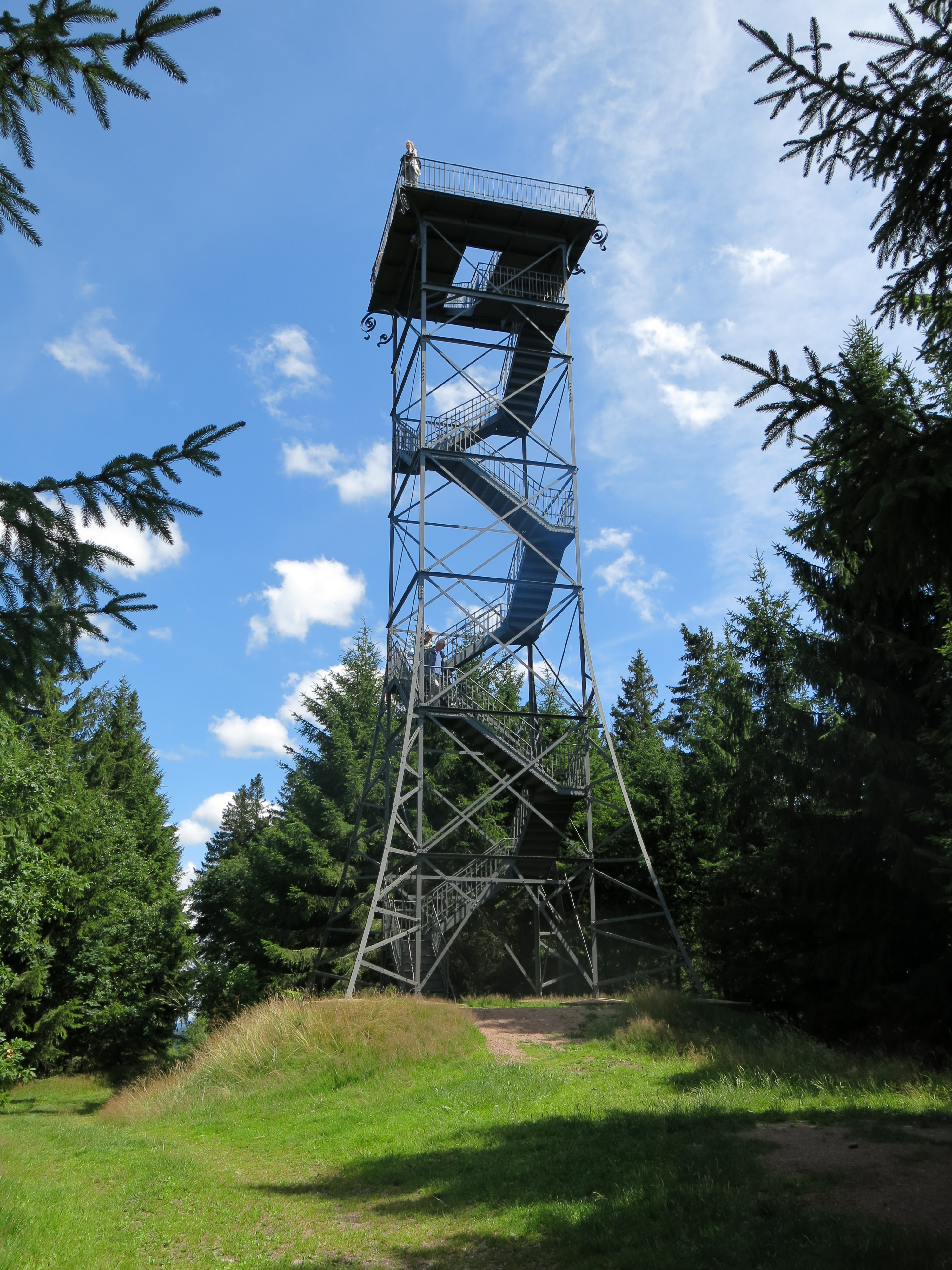
Carl-Alexander-Turm
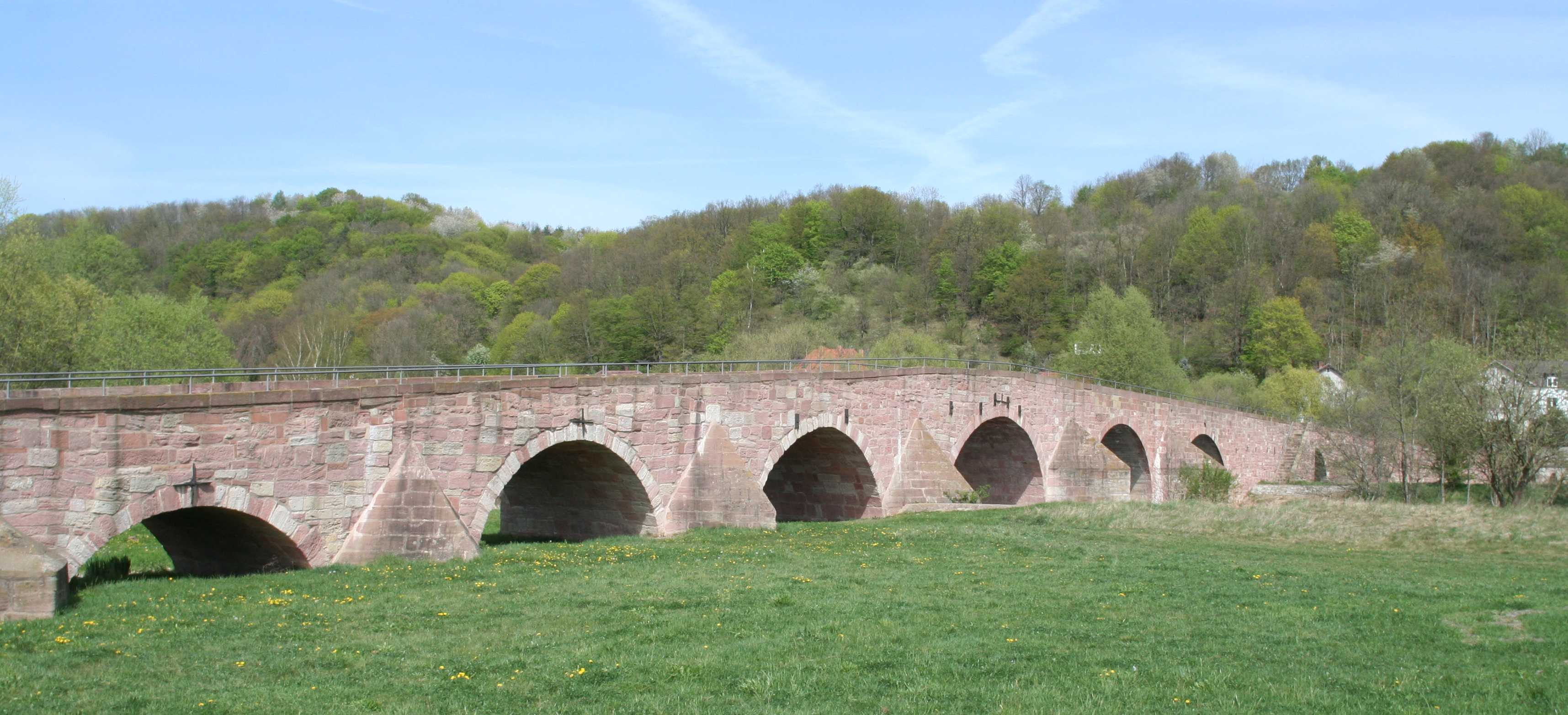
Werrabrücke Vacha

## Aussichtstürme
- Hainichblick bei Hütscheroda
- Carl-Alexander-Turm bei Ruhla
- Turm der Einheit auf dem Heldrastein bei Treffurt

## Museen
- Werratalmuseum in Gerstungen
- Hörselbergmuseum in Schönau
- Ruhlaer Uhrenmuseum
- Museum für Tabakpfeifen und Stadtgeschichte in Ruhla
- Ausstellung mini-a-thür in Ruhla
- Erlebnisbergwerk Merkers in Merkers

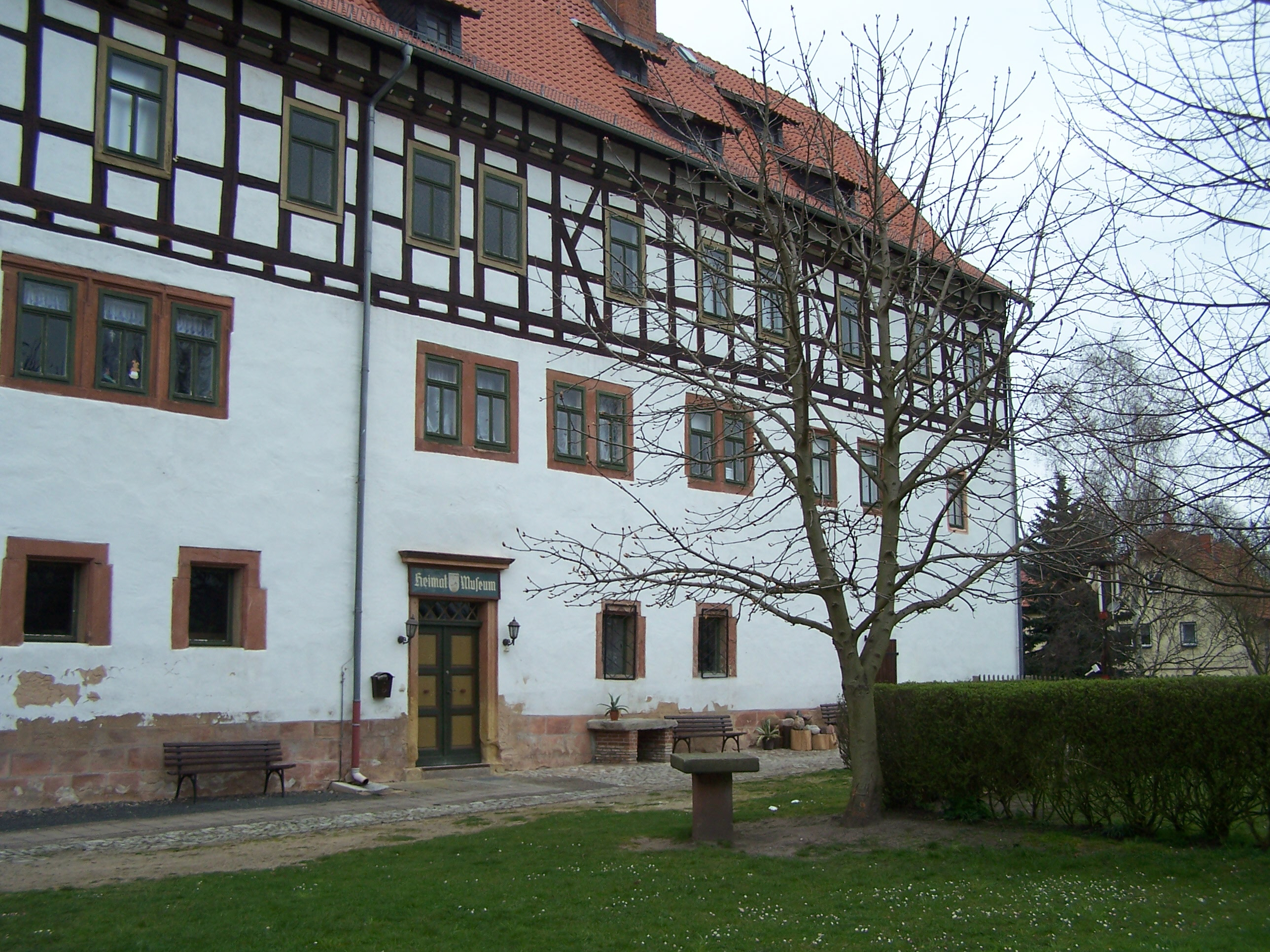
Werratalmuseum im Schloss Gerstungen
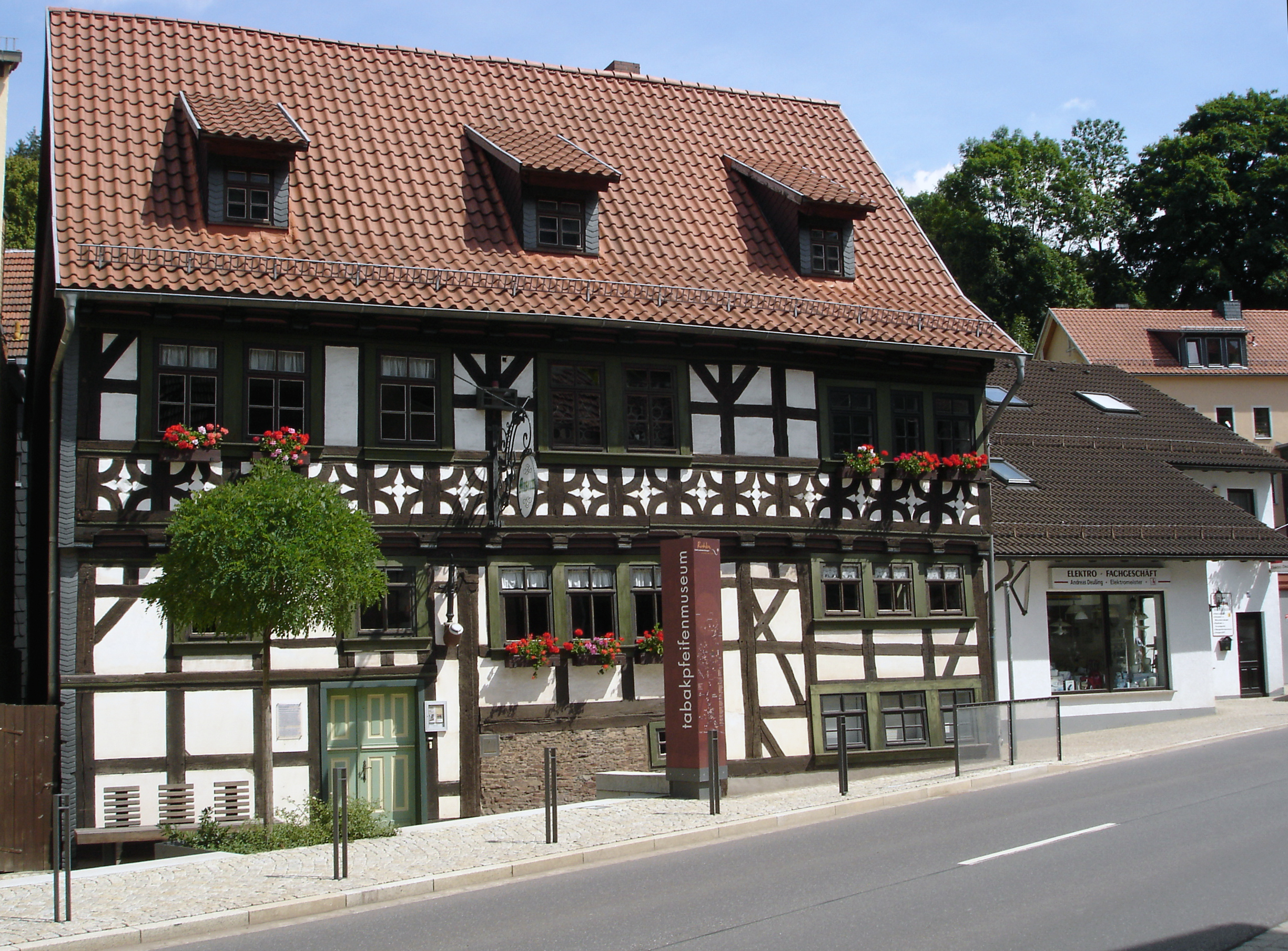
Tabakpfeifenmuseum und Museum für Stadtgeschichte Ruhla
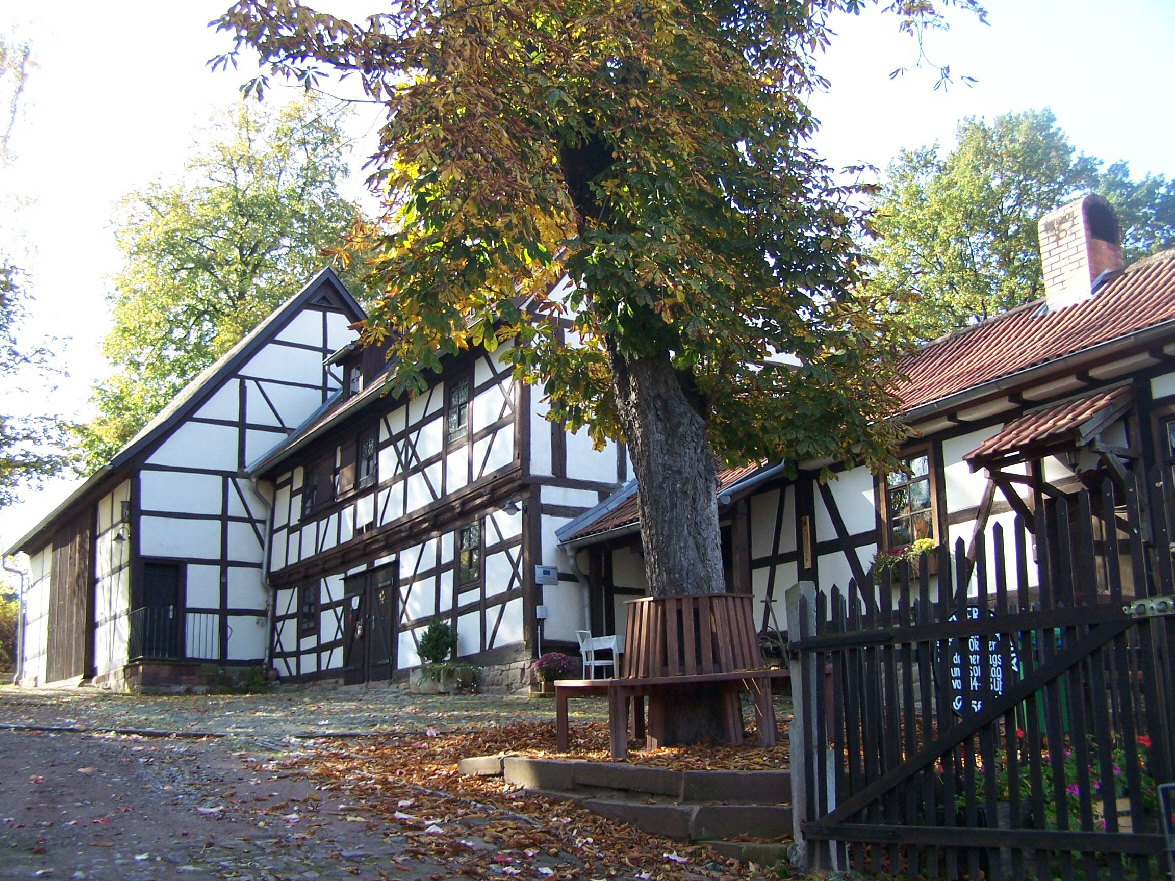
Hörselbergmuseum in Schönau
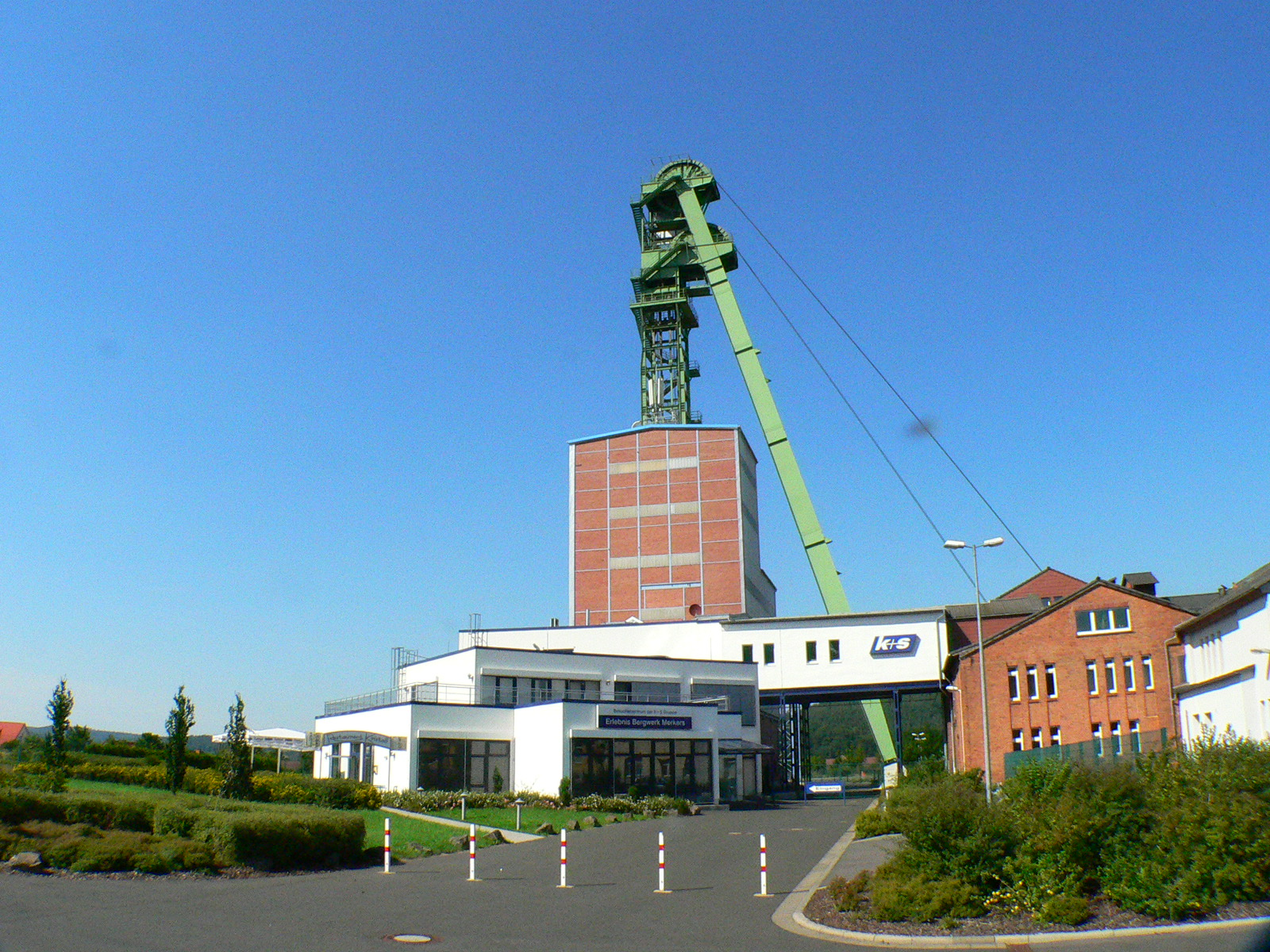
Erlebnisbergwerk Merkers

## Natur
- Heldrastein mit Turm der Einheit
- Nationalpark Hainich mit Wildkatzendorf Hütscheroda
- Hörselberge mit Hörselberghaus und Höhlen
- Naturpark Thüringer Wald
- Rennsteig und Sallmannshäuser Rennsteig
- Kittelsthaler Tropfsteinhöhle
- Biosphärenreservat Rhön
- Erdfallseen Schönsee und Bernshäuser Kutte bei Dermbach